# Museu Norton Simon
El Museu Norton Simon, oficialment i en anglès Norton Simon Museum of Art és un dels museus d'origen privat més destacats dels Estats Units. És a la localitat de Pasadena (Califòrnia) i deu el seu nom al seu més important patrocinador, el magnat Norton Simon (1907-1993), propietari de diverses empreses multinacionals com Max Factor (cosmètica) i Avis (cotxes de lloguer).
Va ser un personatge conegut en el món de la faràndula pel seu matrimoni amb l'actriu guanyadora del premi Oscar Jennifer Jones. Mr. Simon va aportar la seva col·lecció privada així com suport econòmic. La seva vídua consta encara com membre del patronat que gestiona el museu, igual que la també actriu Candice Bergen.
La institució va prendre com base un museu públic, que a mitjan segle xx havia entrat en crisi econòmica. Gràcies a l'ajuda econòmica de Mr. Simon, el museu va poder subsistir. Va modificar el seu nom en honor del seu protector, i posteriorment va anar sumant als seus fons les col·leccions del magnat. Especialitzat en pintura europea antiga i art oriental, posseeix exemples il·lustres de la pintura europea des del segle XV fins a Picasso, així com art nord-americà.

## De Botticelli a Warhol
El fons del Renaixement italià inclou com joia una Madonna de Rafael, juntament amb exemples de Filippino Lippi, Giovanni Bellini, Pietro Lorenzetti i Botticelli. Hi ha exemples de l'època d'altres països europeus, d'autors com Dieric Bouts i l'alemany Georg Pencz.
El barroc del segle xvii i el rococó del segle xviii conten també amb àmplia presència. Tres originals de Rembrandt (entre ells un Retrat de Titus, el seu fill) s'acompanyen d'exemples dels seus col·legues Jan Lievens i Jan Steen, quatre obres de Rubens i altres de mestres francesos i italians com Guido Reni, Guercino i Claude Lorrain. Esment a part mereix Zurbarán, amb el seu famós Bodegó amb cistella de taronges, fita de l'art espanyol. Com dada curiosa, posseeix un quadre important de Poussin en co-propietat amb el Museu Getty (Getty Center) de Los Angeles, que se sol exposar alternativament en ambdues institucions.
El segle xviii inclou a Chardin, Watteau, Fragonard, Canaletto, Pietro Longhi, Goya i ja dintre del neoclassicisme, Ingres.
El segle xix brilla amb especial riquesa en el museu, amb obres de Corot, Courbet, Manet, Alfred Sisley, Berthe Morisot, Seurat, Van Gogh, Gauguin, Toulouse-Lautrec i un ric mostrari de Degas. Crida l'atenció la presència del simbolista Puvis de Chavannes, molt criticat en vida però que va ser idolatrat pels nabís i Picasso.
Al contrari que altres museus d'origen particular, el Norton Simon no es tanca al segle XX i inclou tant els mestres coneguts (Kandinski, Matisse, Amedeo Modigliani i Paul Klee, per exemple) al costat d'altres més minoritaris, com Brancusi, Alexander Calder, expressionistes alemanys com Otto Dix i Ernst Ludwig Kirchner i pop art (Warhol). El repertori de Picasso és especialment selecte, amb exemples des del cubisme fins a la seva producció tardana.

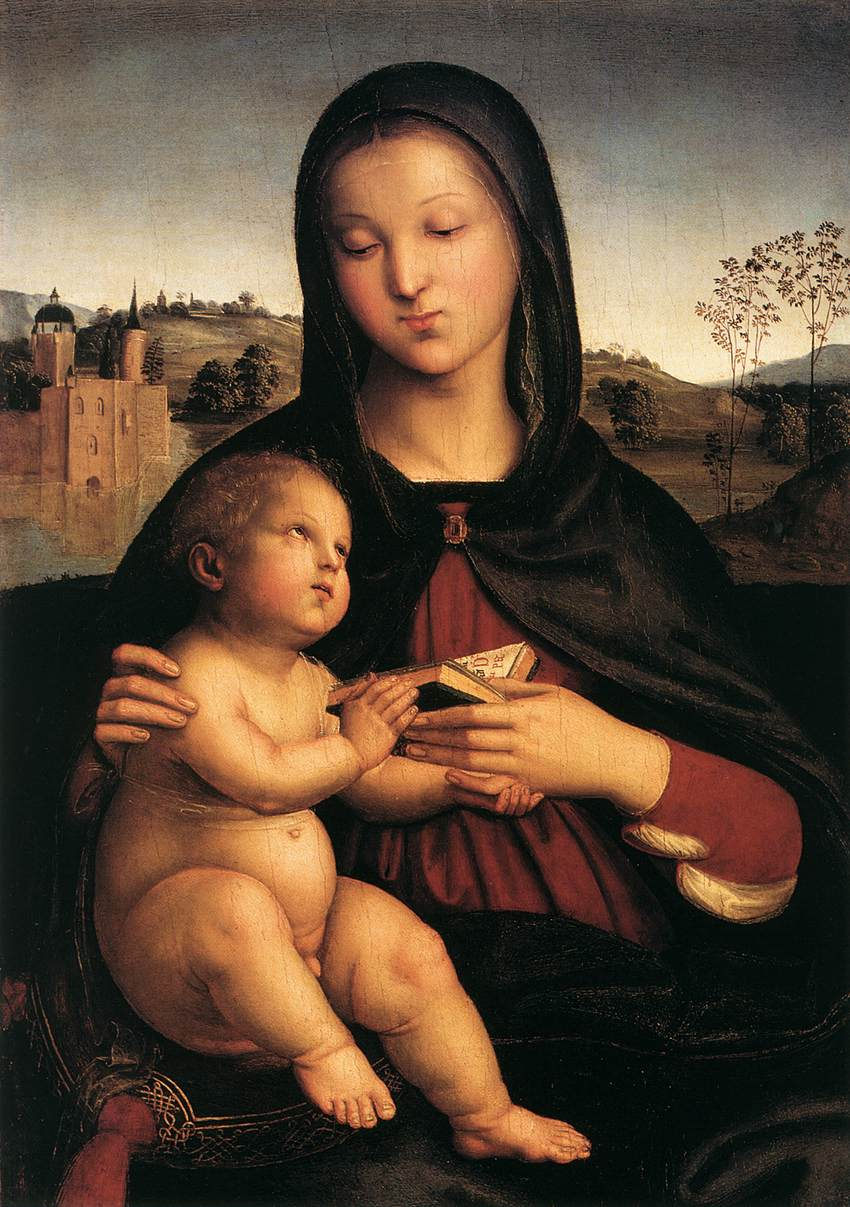
La Verge amb el Nen, quadre juvenil de Rafael.
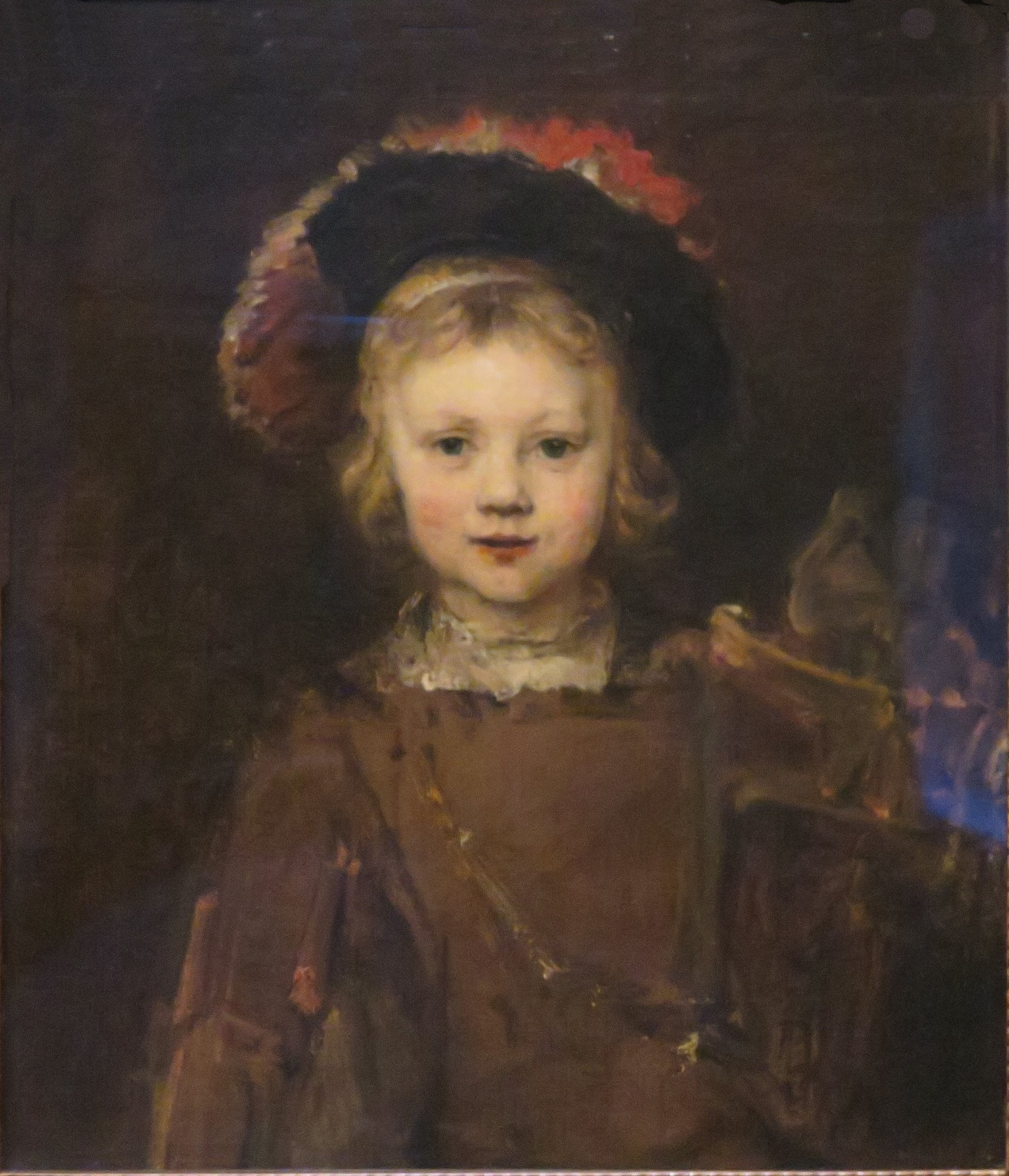
Retrat de Titus, fill del pintor, de Rembrandt.
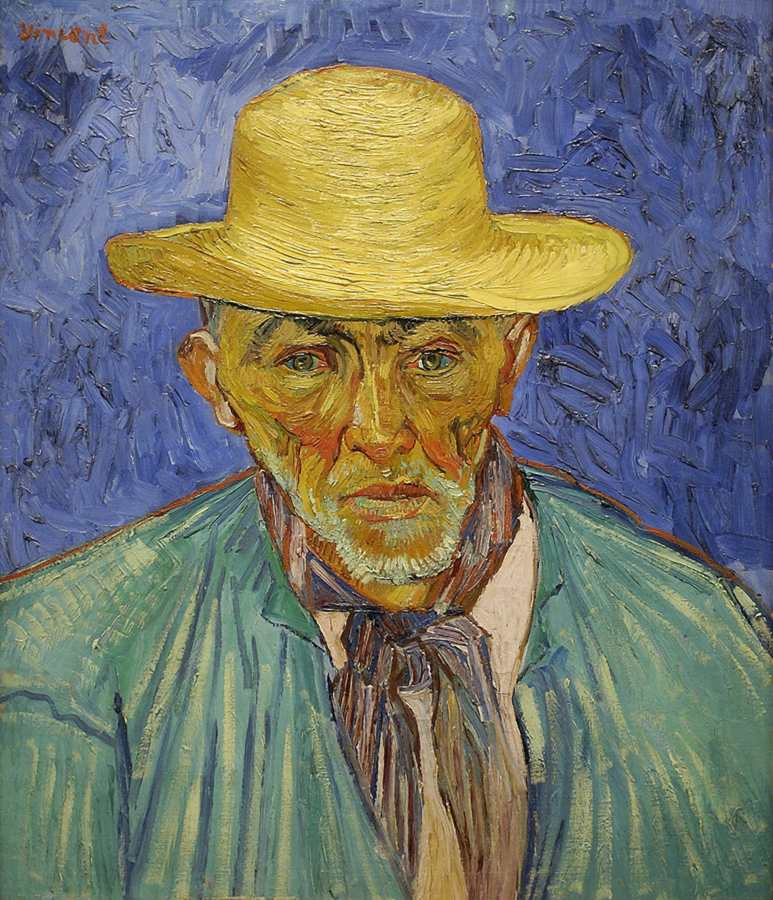
Retrat de camperol, de Van Gogh.
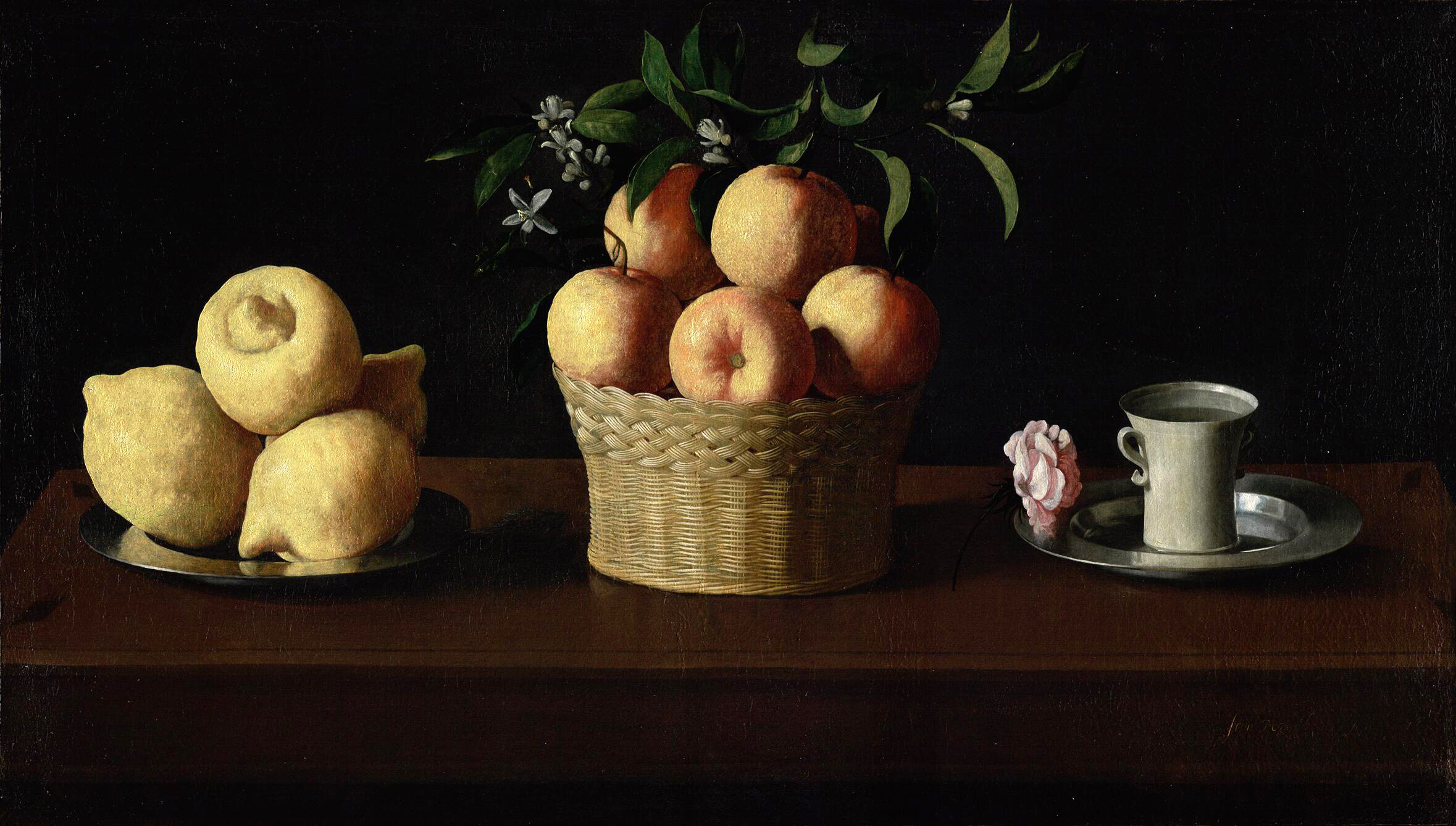
Bodegó amb taronges, de Zurbarán.